# Polystichtis simplaris
Polystichtis simplaris är en fjärilsart som beskrevs av Hans Ferdinand Emil Julius Stichel 1911. Polystichtis simplaris ingår i släktet Polystichtis och familjen Riodinidae. Inga underarter finns listade i Catalogue of Life.